# Melinda Culea
Melinda Culea, född den 5 maj 1955 i Western Springs i Illinois, är en amerikansk skådespelerska.
Culea har bland annat medverkat i tv-serien The A-Team där hon spelade rollen som journalisten Amy Allen. Hon har också medverkat i Arkiv X och Star Trek: The Next Generation samt haft en roll i filmen Dying on the Edge.